# 절집 아이들
《절집 아이들》은 2003년 8월 15일에 MBC에서 방영된 베스트극장이다.

## 줄거리
두 스님과 함께 절에서 사는 다섯 아이들의 좌충우돌기를 담았다. 생일이 다가온 보라는 남들처럼 피자집이나 햄버거 가게에서 축하파티를 하고 싶지만 돈이 없어 걱정이다. 고민 끝에 보라는 법당 불전에 손을 댄다. 상민이는 큰 스님에게 악기를 사달라며 단식투쟁을 한다.

## 등장 인물

### 주요 인물
- 김인문 : 큰스님 역
- 이정호 : 해인스님 역
- 장수혜 : 미희 역
- 이풍운 : 상민 역
- 김홍균 : 성훈 역
- 김지선 : 보라 역
- 권오민 : 막둥이 역

### 그 외 인물
- 나성균 : 악기점 주인 역
- 남정희 : 매점 보살 역
- 강이슬 : 음악 선생님 역
- 김철수 : 보라의 선생님 역
- 민병애 : 학부모 역
- 김희정 : 이라 역
- 김양춘 : 이라의 오빠 역
- 김수환 : 경희 역
- 민현정 : 꼬붕 역

### 특별출연
- 노형욱 : 길준 역